# Britain's Next Top Model (mùa 4)
Britain's Next Top Model, Mùa thi 4 là chương trình thứ tư của loạt chương trình truyền hình thực tế đào tạo người mẫu Britain's Next Top Model. Mùa thi này, giống với ba mùa thi trước, được trình chiếu trên kênh LIVINGtv và tại châu Á được trình chiếu trên kênh Channel V quốc tế. Biểu ngữ cổ động mùa thi: "Quy mô hơn, Chất lượng hơn và Gợi cảm hơn trước đây".
Điểm đến quốc tế được chọn ghi hình là Cape Town cho top 4.
Người chiến thắng có cơ hội sở hữu: một hợp đồng với công ty quản lý người mẫu Models 1, lên ảnh bìa cùng 6 trang biên tập cho tạp chí Company và chiến dịch quảng cáo cho Max Factor.
Kết quả, Alex Evans, cô gái 18 tuổi đến từ Cranleigh đã chiến thắng.
Mùa thi được trình chiếu từ ngày 21 tháng 4 đến ngày 7 tháng 7, 2008. Sau đó không lâu, vào cuối năm 2008, chương trình ra mắt trên kênh Channel V châu Á.

## Thay đổi
Đây là mùa thi có nhiều thay đổi nhất từ trước đến nay, bao gồm giải thưởng dành cho người chiến thắng và thành viên hội đồng giám khảo. Siêu mẫu Iceland, nhiếp ảnh gia Huggy Ragnarsson và chuyên gia thời trang gốc Hindi Gerry Deveaux sẽ là thành viên mới, thay thế cho các giám khảo Paula Hamilton và Jonathan Phang. Số lượng thí sinh tăng đáng kể, lên con số 14, số lượng thí sinh đông nhất so với các mùa thi trước đây.

## Thứ tự bị loại
Tính tuổi lúc tham gia ghi hình
| Thí sinh                 | Tuổi | Chiều cao              | Quê quán             | Bị loại ở | Hạng |
| ------------------------ | ---- | ---------------------- | -------------------- | --------- | ---- |
| Sophie Roberts           | 18   | 1,74 m (5 ft 8+1⁄2 in) | Kings Lynn           | Tập 1     | 14   |
| Musayeroh Barrie         | 20   | 1,75 m (5 ft 9 in)     | Luân Đôn             | Tập 2     | 13   |
| Louise Heywood           | 20   | 1,72 m (5 ft 7+1⁄2 in) | Rochdale             | Tập 3     | 12   |
| Lauren Donaldson-Stanley | 18   | 1,70 m (5 ft 7 in)     | Portsmouth           | Tập 4     | 11   |
| Lynzi Arnott             | 24   | 1,80 m (5 ft 11 in)    | Aldershot            | Tập 5     | 10   |
| Lisa-Jane Fowler         | 22   | 1,73 m (5 ft 8 in)     | Potters Bar          | Tập 6     | 9    |
| Leanne Nagle             | 18   | 1,74 m (5 ft 8+1⁄2 in) | Colchester           | Tập 7     | 8-7  |
| Martha Braddell          | 18   | 1,85 m (6 ft 1 in)     | Oxford               | Tập 7     | 8-7  |
| Aaron Hunt               | 18   | 1,73 m (5 ft 8 in)     | Nottingham           | Tập 8     | 6    |
| Charlotte Denton         | 20   | 1,76 m (5 ft 9+1⁄2 in) | Liverpool            | Tập 9     | 5    |
| Rachael Cairns           | 19   | 1,75 m (5 ft 9 in)     | Leeds                | Tập 11    | 4    |
| Stefanie Wilson          | 22   | 1,73 m (5 ft 8 in)     | Kingston upon Thames | Tập 12    | 3    |
| Catherine Thomas         | 18   | 1,75 m (5 ft 9 in)     | Folkestone           | Tập 12    | 2    |
| Alex Evans               | 18   | 1,71 m (5 ft 7+1⁄2 in) | Cranleigh            | Tập 12    | 1    |

### Hội đồng giám khảo
- Lisa Snowdon
- Huggy Ragnarsson
- Gerry DeVeaux

## Các tập

### Tập 1: Aptitude and Natural Talent
Lên sóng: 21 tháng 4, 2008
Từ 5000 cô gái đăng kí dự thi, 14 cô gái mới được lần lượt đưa tới khách sạn Wyndham Grand ở Luân Đôn để bắt đầu cuộc thi. Họ được đón tiếp bởi những tay săn ảnh, trước khi được gặp Lisa lần đầu tiên cho buổi giới thiệu trước những người trong giới thời trang. Kết quả là Alex thể hiện tốt nhất còn Aaron, Leanne & Martha thể hiện tệ nhất. Sau đó, các cô gái được di chuyển tới ngôi nhà chung của họ.
Ngày hôm sau, họ được gặp Julien Miachon từ Models 1 cho thử thách chụp hình ảnh thẻ trong mặt mộc tự nhiên, khi họ sẽ tự bắt cặp với nhau và phải thể hiện phần đẹp nhất và xấu nhất trên cơ thể họ. Kết quả là Lynzi & Sophie chiến thắng thử thách và họ chọn Lauren, Martha, Musayeroh & Stefanie cho phần thưởng là một buổi trượt băng tại Bảo tàng Lịch sử Tự nhiên Luân Đôn và được tận hưởng uống sâmpanh. Ngày tiếp theo, các cô gái đã có buổi chụp hình đầu tiên trong quần jean theo cặp, trong khi họ sẽ bị khỏa thân phần trên. Vào buổi đánh giá ngày hôm sau với sự xuất hiện của giám khảo khách mời là Elizabeth Hoff, Rachael được gọi tên đầu tiên còn Sophie là thí sinh đầu tiên bị loại.
- Nhiếp ảnh gia: Elizabeth Hoff
- Khách mời đặc biệt: Julien Miachon

### Tập 2: Poise and Composure
Lên sóng: 28 tháng 4, 2008
13 cô gái còn lại được đưa tới nhà hát nghệ thuật Sadler's Wells cho một buổi học nhảy với biên đạo viên Supple Nam, trước khi họ phải trình diễn một bài nhảy tự do của họ và kết quả là Leanne thể hiện tốt nhất. Ngày hôm sau, họ được gặp huấn luyện viên catwalk Jeanette cho một buổi học catwalk, trước khi có thử thách trình diễn thời trang trong giày cao gót của nhà thiết kế Terry de Havilland. Kết quả là Aaron, Catherine, Charlotte, Lauren, Lynzi, Martha & Rachael chiến thắng thử thách và sẽ được trình diễn thời trang trong những bộ váy bằng giấy cho nhà thiết kế Scottee.
Ngày tiếp theo, họ được đưa tới một câu lạc bộ cho buổi chụp hình tiếp theo hóa thân thành những cô gái tiệc tùng, trong khi họ sẽ được phân một vai cụ thể. Vào buổi đánh giá ngày hôm sau với sự xuất hiện của giám khảo khách mời là Terry de Havilland, Lisa được gọi tên đầu tiên còn Musayeroh là thí sinh tiếp theo bị loại.
- Nhiếp ảnh gia: David Ellis
- Khách mời đặc biệt: Supple Nam, Jeanette, Terry de Havilland, Jodie Harsh, Scottee, Liz de Havilland

### Tập 3: Style and Presentation
Lên sóng: 5 tháng 5, 2008
12 cô gái còn lại được đưa tới tiệm salon Headmasters cho diện mạo mới của mình. Ngày hôm sau, họ được gặp đạo diễn Paul de Freitas tại một trang trại cho thử thách quảng cáo keo xịt tóc, khi họ vừa nói lời thoại và vừa phải cưỡi trên một con bò tót điện. Kết quả là Leanne chiến thắng thử thách và cô chọn Alex cho phần thưởng là một buổi thư giãn ở spa.
Ngày tiếp theo, các cô gái đã có buổi chụp hình tiếp theo tạo dáng cùng với những chú chó, trong khi họ sẽ được phân một chủ đề cụ thể. Vào buổi đánh giá ngày hôm sau với sự xuất hiện của giám khảo khách mời là Nicky Johnston, Rachael được gọi tên đầu tiên còn Louise là thí sinh tiếp theo bị loại.
- Nhiếp ảnh gia: Nicky Johnston
- Khách mời đặc biệt: Zoe Irwin, Paul De Freitas

### Tập 4: Character and Personality
Lên sóng: 12 tháng 5, 2008
11 cô gái còn lại được đưa tới Studio G cho thử thách chụp hình chân dung biểu cảm cho mắt kính Jai Kudo, Stefanie chiến thắng thử thách và nhận được một chiếc mắt kính từ Jai Kudo. Ngày hôm sau, họ được gặp giám đốc sáng tạo Matt Setchell tại trụ sở của cửa hàng thời trang trực tuyến Asos cho thử thách phối đồ theo phong cách cá nhân, trước khi họ sẽ được chụp hình tạo dáng và trình diễn thời trang trong trang phục họ đã chọn. Kết quả là Charlotte chiến thắng thử thách và cô chọn Rachael cho phần thưởng là được giữ lại trang phục họ đang mặc. Quay về ngôi nhà chung, họ đã có một bữa tiệc sinh nhật cho Lauren.
Ngày tiếp theo, các cô gái được gặp Gerry và giám đốc của SportMax Giorgio Guidotti tại quận Notting Hill cho buổi chụp hình tiếp theo hóa thân thành những cô gái sang trọng trong khi bước ra từ bên trong một chiếc xe sang trọng. Vào buổi đánh giá ngày hôm sau với sự xuất hiện của giám khảo khách mời là Matt Setchell, Charlotte đã gây ấn tượng nhất với Matt nên cô sẽ được xuất hiện trên chiến dịch quảng cáo cho Asos. Kết quả là Charlotte được gọi tên đầu tiên còn Lauren là thí sinh tiếp theo bị loại.
- Nhiếp ảnh gia: Robert Astley-Sparke
- Khách mời đặc biệt: Steve Kraitt, Matt Setchell, Giorgio Guidotti

### Tập 5: Exhibition and Spectacle
Lên sóng: 19 tháng 5, 2008
10 cô gái còn lại được đưa tới khách sạn Wyndham Grand cho một buổi phỏng vấn từ phóng viên June Sarpong, trong khi 2 nhà báo Jo Parkerson & Lucie Cave đang bí mật theo dõi từng lời nói của họ qua máy quay. Ngày hôm sau, họ được gặp nhà biên tập Hershey Pascual tại hộp đêm Floridita cho thử thách phối đồ đi dự tiệc, trước khi từng người sẽ phải đi catwalk xuống cầu thang và những người còn lại sẽ đánh giá trang phục của người đó. Kết quả là Rachael chiến thắng thử thách và cô chọn Aaron & Charlotte cho phần thưởng là được tham dự một bữa tiệc của người nổi tiếng.
Ngày tiếp theo, các cô gái được đưa tới một ngôi nhà bỏ hoang cho buổi chụp hình tiếp theo dựa trên Mười điều răn theo phong cách thời trang từ Huggy. Quay về ngôi nhà chung, họ được nhận một túi quà gồm mỹ phẩm Max Factor. Vào buổi đánh giá ngày hôm sau với sự xuất hiện của giám khảo khách mời là Hershey Pascual, Stefanie được gọi tên đầu tiên còn Lynzi là thí sinh tiếp theo bị loại.
- Nhiếp ảnh gia: Huggy Ragnarsson
- Khách mời đặc biệt: June Sarpong, Jo Parkerson, Lucie Cave, Hershey Pascual, Louise Roe, Louise Redknapp

### Tập 6: Drama and Performance
Lên sóng: 26 tháng 5 năm 2008
9 cô gái còn lại được đưa tới một trường nữ sinh cho một buổi học múa hoạt náo viên từ huấn luyện viên Jenny Touhill, trước khi họ sẽ phải nhảy một bài hoạt náo viên trước mặt Jenny và đội cổ vũ North London Wildcats. Ngày hôm sau, họ được đưa tới studio nhảy Istd2 cho một buổi học nhảy vũ đạo từ biên đạo viên Supple Nam, trước khi có thử thách nhảy vũ đạo theo nhạc trước Supple và ca sĩ J'Nay Adelaye. Kết quả là Alex, Catherine, Leanne & Rachael chiến thắng thử thách và họ sẽ là vũ công múa cho một buổi biểu diễn trực tiếp của ca sĩ J'Nay Adeleye.
Ngày tiếp theo, các cô gái được gặp Gerry và DJ Mark Doyle tại cửa hàng điện tử Zavvi cho buổi chụp hình tiếp theo cho hãng thu âm Fierce Angel, khi họ sẽ chỉ tạo dáng trong áo tắm trước phông nền trắng. Quay về ngôi nhà chung, họ đã có một bữa tiệc cocktail từ Neil Lowrey & Neil Garner của bộ đôi The Bar Wizards. Vào buổi đánh giá ngày hôm sau với sự xuất hiện của giám khảo khách mời là Mark Doyle, Leanne được gọi tên đầu tiên và sẽ trở thành gương mặt mới cho Fierce Angel, còn Lisa là thí sinh tiếp theo bị loại. 
- Nhiếp ảnh gia: Marc De Groot
- Khách mời đặc biệt: Jenny Touhill, Supple Nam, J'Nay Adeleye, Mark Doyle, Jason Cook, Neil Lowrey, Neil Garner

### Tập 7: Intelligence and Originality
Lên sóng: 2 tháng 6, 2008
8 cô gái còn lại được đưa tới rạp kịch Arts Theatre Club cho một buổi học diễn xuất từ huấn luyện viên diễn xuất Jeff Peterson. Sau đó, họ đã có thử thách diễn xuất với diễn viên Guy Burnet, khi họ sẽ phải kết thúc vở kịch bằng một cảnh hôn trước mặt khán giả là những người thân của họ. Ngày hôm sau, họ đã có thử thách quay quảng cáo cho trang sức Butler & Wilson, khi họ sẽ tạo dáng trước những ngọn lửa bùng cháy.
Ngày tiếp theo, các cô gái được đưa tới một lâu đài cho buổi chụp hình tiếp theo hóa thân những quý cô của thế kỉ 18, khi họ sẽ cố gắng truyền tải một cảm xúc cụ thể vào bức ảnh. Vào buổi đánh giá ngày hôm sau với sự xuất hiện của giám khảo khách mời là Christopher Bissell, Alex & Catherine đã gây ấn tượng nhất trong thử thách nên họ sẽ được xuất hiện trên chiến dịch quảng cáo cho Butler & Wilson. Kết quả là Catherine được gọi tên đầu tiên còn Leanna & Martha rơi vào cuối bảng, nhưng Lisa sau đó thông báo rằng cả 2 đều là thí sinh tiếp theo bị loại.
- Nhiếp ảnh gia: Christopher Bissell
- Khách mời đặc biệt: Jeff Peterson, Guy Burnet, Paul Burns, Simon Wilson, Andrea Galer

### Tập 8: Imagination and Creativity
Lên sóng: 9 tháng 6, 2008
6 cô gái còn lại đã có một buổi trình diễn thời trang cho Junky Styling. Ngày hôm sau, họ được đưa tới nhà của Gerry để dùng bữa sáng cùng với nhà thiết kế Sophie Conran và giám đốc Sung-joo Kim từ MCM, trong khi đó chính là thử thách tiếp theo khi họ sẽ giới thiệu bản thân họ trước mặt Gerry, Sophie & Sung-joo. Kết quả là Aaron chiến thắng thử thách và nhận được một chiếc áo khoác cùng với một chiếc túi xách từ MCM, ngoài ra cô sẽ cùng với Gerry đi xem buổi trình diễn thời trang của nhà thiết kế Jasper Conran.
Ngày tiếp theo, các cô gái được gặp Dahlia Shaffer tại cửa hàng thời trang Lipsy cho thử thách tự thiết kế một bộ váy có thể thấy trên thảm đỏ, trước khi nhà thiết kế Marcelle Stakol sẽ đánh giá váy của họ. Kết quả là Alex & Stefanie chiến thắng thử thách và sẽ được làm người mẫu cho bữa tiệc của nhà thiết kế Sam Ubhi. Ngày hôm sau, họ được đưa tới một nhà máy tái chế vải cho buổi chụp hình tiếp theo hóa thân thành những con manơcanh với các chủ đề khác nhau. Vào buổi đánh giá ngày kế tiếp với sự xuất hiện của giám khảo khách mời là Dahlia Shaffer, Alex đã gây ấn tượng nhất với Dahlia nên cô sẽ được xuất hiện trên chiến dịch quảng cáo cho Lipsy và váy cô thiết kế trong thử thách sẽ được mang đi sản xuất và bán. Kết quả là Stefanie được gọi tên đầu tiên còn Aaron là thí sinh tiếp theo bị loại. 
- Nhiếp ảnh gia: Thiery Van Biesen
- Khách mời đặc biệt: Kurt Williams, Sophie Conran, Sung-joo Kim, Lady Victoria Hervey, Erin O'Connor, Jasper Conran, Dahlia Shaffer, Marcelle Stakol, Sam Ubhi, Jeanette

### Tập 9: Stamina and Endurance
Lên sóng: 16 tháng 6, 2008
5 cô gái còn lại được đưa tới trường tạp kỹ Circus Space cho một buổi học tạp kỹ khi họ sẽ được đi cà kheo, thăng bằng trên dây và đu xà trên không. Ngày hôm sau, họ được đưa tới cửa hàng của nhà thiết kế Eric Way cho thử thách tạo dáng trong trang phục của ông trên khu phố South Bank, khi họ sẽ tạo dáng trong 1 giờ với mỗi 5 phút họ phải đổi một kiểu tạo dáng khác. Kết quả là Rachael chiến thắng thử thách và sẽ được giữ lại bộ váy cô đang mặc cùng với một chiếc dây chuyền đắt tiền, cùng với việc cô chọn Charlotte & Stefanie để nhận một phần thưởng nữa là một bữa tiệc trà chiều với nhà thiết kế Scott Henshall tại khách sạn Charlotte Street.
Ngày tiếp theo, Lisa đến gặp các cô gái tại ngôi nhà chung cùng với những túi quà cho họ. Sau đó, họ được đưa tới Trung tâm Điền kinh Lee Valley cho buổi chụp hình tiếp theo hóa thân thành những vận động viên thời trang, khi họ sẽ tạo dáng trong một môn thể thao cụ thể trong khi bị treo lơ lửng trên không. Vào buổi đánh giá ngày hôm sau với sự xuất hiện của giám khảo khách mời là Zandra Rhodes, Alex được gọi tên đầu tiên còn Charlotte là thí sinh tiếp theo bị loại.
- Nhiếp ảnh gia: Simon Derviller
- Khách mời đặc biệt: Adam Cohen, Eric Way, Scott Henshall, Zandra Rhodes

### Tập 10: Beauty and Covergirl
Lên sóng: 23 tháng 6, 2008
4 cô gái còn lại đã có một buổi casting cho Frost French. Sau đó, họ được đưa tới một rạp xiếc để xem một buổi biểu diễn, trước khi Lisa xuất hiện và thông báo rằng những ai vượt qua buổi loại trừ tiếp theo sẽ được bay tới Cape Town. Ngày hôm sau, họ đã được chuyên viên trang điểm Caroline Barnes và nhà biên tập Sophie Beresiner xem quyển portfolio của mình, trước khi có buổi chụp hình chân dung vẻ đẹp, khi họ sẽ xem phần chụp hình của từng người và sau đó sẽ đánh giá lẫn nhau để xem ai là người thể hiện tốt nhất. Kết quả là Catherine thể hiện tốt nhất do những người còn lại chọn và sẽ được một buổi mua sắm cùng với Gerry tại Dolce & Gabbana.
Ngày tiếp theo, các cô gái được gặp Lisa và nhà biên tập Vctoria White cho buổi chụp hình thứ hai cho ảnh bìa tạp chí Company. Nhưng trước đó thì Lisa đã có buổi nói chuyện với từng người một. Vào buổi đánh giá ngày hôm sau với sự xuất hiện của giám khảo khách mời là Jemima French, Rachael được gọi tên đầu tiên còn Alex & Catherine rơi vào cuối bảng, nhưng Lisa sau đó thông báo rằng cả 2 cũng được đưa tới Cape Town.
- Khách mời đặc biệt: Sadie Frost, Jemima French, Caroline Barnes, Sophie Beresiner, Victoria White

### Tập 11: Semi-Finals
Lên sóng: 30 tháng 6, 2008
4 cô gái còn lại được đưa tới Cape Town và được di chuyển tới biệt thự của họ sau khi tới nơi. Sau đó, Lisa đến gặp họ và cho họ một ngày nghỉ, trước khi họ được đi tham quan thành phố với một người mẫu địa phương và có một bữa tối tại nhà của cô ấy. Ngày hôm sau, họ được đưa tới đỉnh của một hẻm núi cho thử thách quảng cáo cho trang phục leo núi CapeStorm Outdoor Apparel, khi họ sẽ nói lời thoại bằng Tiếng Anh & Tiếng Afrikaans trong khi leo xuống vách đá. Kết quả là Catherine chiến thắng thử thách và cô chọn Alex cho phần thưởng là được tham dự bữa tiệc thời trang trên du thuyền và tại FTV Club. 
Ngày tiếp theo, họ được chào đón bởi Huggy và một tiết mục của Người Zulu cho buổi chụp hình tiếp theo tạo dáng trước 6 chiến binh Người Zulu. Vào buổi đánh giá ngày hôm sau với sự xuất hiện của giám khảo khách mời là Andrew Baxter, Alex được gọi tên đầu tiên còn Rachael là thí sinh tiếp theo bị loại. 
- Nhiếp ảnh gia: Huggy Ragnarsson
- Khách mời đặc biệt: Andrew Baxter

### Tập 12: Finale
Lên sóng: 7 tháng 7, 2008
3 cô gái còn lại đã có một chuyến phiêu lưu tại một vườn thú safari, trước khi có buổi chụp hình cuối cùng cho keo xịt da rám nắng Fake Bake International, trong khi họ sẽ tạo dáng cùng với một loại động vật bò sát bất kì. Sau đó, họ được nghỉ qua đêm tại một khu nghỉ dưỡng. Vào buổi đánh giá ngày hôm sau với sự xuất hiện của giám khảo khách mời là Sandra McClumpha, cả 3 đã gây ấn tượng với Sandra nên họ sẽ được xuất hiện trên chiến dịch quảng cáo cho Fake Bake International. Kết quả là Alex được gọi tên đầu tiên, tiếp theo là Catherine còn Stefanie là thí sinh cuối cùng bị loại.
Quay về biệt thự, Alex & Catherine được nhận một số lời khuyên từ Lisa, sau khi cô thông báo rằng họ sẽ trình diễn thời trang cho một nhà thiết kế riêng và họ được xem tin nhắn của nhà thiết kế riêng đó. Ngày tiếp theo, họ đã có một buổi thử đồ và diễn tập với đạo diễn Karen Burt, trước khi tham gia vào buổi trình diễn thời trang cuối cùng và mỗi người sẽ trình diễn cho 2 nhà thiết kế riêng biệt khi Alex sẽ trình diễn thời trang cho Hip Hop còn Catherine sẽ trình diễn thời trang cho Sun Goddess. Ngày hôm sau, họ đã thu dọn hành lí để rời khỏi biệt thự. Vào buổi đánh giá cuối cùng, Alex trở thành quán quân thứ tư của Britain's Next Top Model.
- Nhiếp ảnh gia: Mark Cameron
- Khách mời đặc biệt: Sandra McClumpha, Thando Mangaliso, Vanya Mangaliso, Cheryl Arthur, Karen Burt

## Thứ tự gọi tên
| Thứ tự | Tập       | Tập       | Tập       | Tập       | Tập       | Tập       | Tập           | Tập       | Tập       | Tập            | Tập       | Tập       | Tập       |
| Thứ tự | 1         | 2         | 3         | 4         | 5         | 6         | 7             | 8         | 9         | 10             | 11        | 12        | 12        |
| ------ | --------- | --------- | --------- | --------- | --------- | --------- | ------------- | --------- | --------- | -------------- | --------- | --------- | --------- |
| 1      | Rachael   | Lisa      | Rachael   | Charlotte | Stefanie  | Leanne    | Catherine     | Stefanie  | Alex      | Rachael        | Alex      | Alex      | Alex      |
| 2      | Lisa      | Stefanie  | Martha    | Aaron     | Martha    | Alex      | Alex          | Catherine | Catherine | Stefanie       | Catherine | Catherine | Catherine |
| 3      | Catherine | Rachael   | Lisa      | Martha    | Charlotte | Stefanie  | Stefanie      | Rachael   | Rachael   | Alex Catherine | Stefanie  | Stefanie  |           |
| 4      | Alex      | Lauren    | Alex      | Catherine | Aaron     | Aaron     | Charlotte     | Alex      | Stefanie  | Alex Catherine | Rachael   |           |           |
| 5      | Louise    | Aaron     | Leanne    | Alex      | Rachael   | Catherine | Aaron         | Charlotte | Charlotte |                |           |           |           |
| 6      | Lauren    | Charlotte | Charlotte | Rachael   | Catherine | Rachael   | Rachael       | Aaron     |           |                |           |           |           |
| 7      | Leanne    | Lynzi     | Aaron     | Leanne    | Leanne    | Martha    | Leanne Martha |           |           |                |           |           |           |
| 8      | Stefanie  | Louise    | Catherine | Stefanie  | Alex      | Charlotte | Leanne Martha |           |           |                |           |           |           |
| 9      | Charlotte | Catherine | Lynzi     | Lynzi     | Lisa      | Lisa      |               |           |           |                |           |           |           |
| 10     | Lynzi     | Leanne    | Stefanie  | Lisa      | Lynzi     |           |               |           |           |                |           |           |           |
| 11     | Martha    | Martha    | Lauren    | Lauren    |           |           |               |           |           |                |           |           |           |
| 12     | Musayeroh | Alex      | Louise    |           |           |           |               |           |           |                |           |           |           |
| 13     | Aaron     | Musayeroh |           |           |           |           |               |           |           |                |           |           |           |
| 14     | Sophie    |           |           |           |           |           |               |           |           |                |           |           |           |

     Thí sinh chiến thắng
     Thí sinh không bị loại khi rơi vào cuối bảng
     Thí sinh bị loại

### Buổi chụp hình
- Tập 1: Khỏa thên phần trên theo cặp
- Tập 2: Đêm ở quán bar
- Tập 3: Thời trang với cún
- Tập 4: Sang trọng bên xe Lotus Cars
- Tập 5: 10 điều răn của ngành thời trang
- Tập 6: Bìa đĩa nhạc của Fierce Angel
- Tập 7: Cảm xúc gương mặt ở thé kỉ 18
- Tập 8: Ma-nơ-canh
- Tập 9: Các môn thể thao Olympics
- Tập 10: Ảnh chân dung vẻ đẹp; Ảnh bìa tạp chí Company
- Tập 11: Thổ phục châu Phi
- Tập 12: Da rám nắng với bò sát

### Thay đổi vẻ ngoài
- Aaron: Nối tóc giả mới
- Alex: Tóc ngắn kiểu Victoria Beckham
- Catherine: Tỉa và nhuộm đỏ cháy
- Charlotte: Cắt tầng
- Lauren: Làm dày và tỉa
- Leanne: Tóc bob
- Lisa: Cắt ngắn và tạo mái ngố
- Louise: Cắt ngắn và nhuộm màu đen thổ dân
- Lynzi: Tỉa nhẹ và thêm dây tóc vàng
- Martha: Tỉa và cắt lớp
- Rachael: Tỉa và tạo mái ngố dày
- Stefanie: Cắt phớt và nhuộm nâu đậm